# Casa Valdés Bustamante
La Casa Valdés Bustamante es una edificación ubicada en la intersección de las calles San Ignacio y Padre Alonso Ovalle, en el barrio Dieciocho del centro de la ciudad de Santiago, Chile. Construida en 1906, y adquirida en 1909 por el historiador, diplomático y político Francisco Valdés Vergara, fue declarada Monumento Nacional de Chile, en la categoría de Histórico, mediante el decreto ley n.º 71, del 23 de febrero de 2018, promulgado durante el segundo gobierno de la presidenta Michelle Bachelet.

## Historia
En 1905 Carlos Matte compró unos terrenos para edificar viviendas de tres niveles, cuyo diseño le encargó al arquitecto Ricardo Larraín Bravo. La casa se inauguró en 1906, y en 1909 Francisco Valdés Vergara compró el inmueble para servir como su residencia. Sus descendientes la habitaron hasta 1951. En 2006 se restauró su fachada, y su arquitecta responsable, Mabel Briceño, ganó el Premio Iberoamericano de ese año a la mejor intervención en obras sobre el patrimonio edificado.

## Descripción
Presenta un estilo ecléctico neogótico con elementos Tudor y de influencia francesa. Sus muros son de albañilería de ladrillo con esquinas entrecruzadas, su tabiquería es de madera rellena por adobillo, mientras que su techumbre es de madera, con cubierta de piedra pizarra.
La Casa Valdés Bustamante presenta una continuidad arquitectónica con su vecina Casa San Ignacio 85, también monumento histórico, en cuanto a sus alturas de edificación y líneas principales.